# Kayee Panyang (Kembang Tanjong)
Kayee Panyang is een bestuurslaag in het regentschap Pidie van de provincie Atjeh, Indonesië. Kayee Panyang telt 427 inwoners (volkstelling 2010).